# Ali al-Amri (Leichtathlet)
Ali Ahmed al-Amri (arabisch علي أحمد العمري, DMG ʿAlī Aḥmad al-ʿAmrī; * 28. Dezember 1987 in Dammam) ist ein saudischer Hindernis- und Langstreckenläufer.

## Sportliche Laufbahn
Erste internationale Erfahrungen sammelte Ali al-Amri bei den Islamic Solidarity Games 2005 in Mekka, bei denen er im Hindernislauf auf Rang fünf gelangte. Anschließend wurde er bei den Panarabischen Meisterschaften in Tunis Siebter. Im Jahr darauf siegte er in 8:42,94 min bei den Juniorenasienmeisterschaften in Macau und gewann im 10.000-Meter-Lauf die Silbermedaille. Damit qualifizierte er sich für die Juniorenweltmeisterschaften in Peking, wurde dort Zehnter im Hindernislauf und startete nicht mehr über 10.000 Meter. Später gewann er bei den Panarabischen Juniorenmeisterschaften in Kairo die Bronzemedaille und wurde bei den Asienspielen in Doha in 8:41,29 min Vierter. 2007 siegte er bei den Asienmeisterschaften in Amman in 8:40,25 min und qualifizierte sich für die Weltmeisterschaften in Osaka, bei denen er bis in das Finale gelangte, dort aber nicht mehr an den Start ging. 2008 nahm er erstmals an den Olympischen Spielen in Peking teil, schied dort aber mit 9:09,73 min im Vorlauf aus.
Zwei Jahre später gewann er bei den Asienspielen in Guangzhou in 8:30,96 min die Bronzemedaille. 2011 wurde er bei den Militärweltspielen in Rio de Janeiro Sechster und qualifizierte sich erneut für die Weltmeisterschaften in Daegu, gelangte aber mit 8:26,75 min nicht bis in das Finale. Im Jahr darauf nahm er erneut an den Olympischen Spielen in London teil und schied erneut mit 8:26,22 min im Vorlauf aus. Bei den Asienspielen in Incheon wurde er in 9:04,87 min Sechster und bei den Arabischen Meisterschaften 2017 in Radès Achter. 2018 erreichte er bei den Asienspielen in Jakarta in 8:38,29 min Rang sieben. Im Jahr darauf belegte er dann bei den Militärweltspielen in Wuhan in 8:45,04 min den achten Platz.
2006 wurde al-Amri Saudi-arabischer Meister im 5000-Meter-Lauf.

## Persönliche Bestzeiten
- 3000 Meter: 8:12,42 min, 4. August 2018 in Kessel-Lo
- 5000 Meter: 13:56,80 min, 17. Mai 2006 in al-Qatif
- 10.000 Meter: 30:25,03 min, 17. Juli 2006 in Taipa
- 3000 m Hindernis: 8:21,87 min, 22. Juni 2006 in Algier